# Saint-Mary-le-Plain
Saint-Mary-le-Plain település Franciaországban, Cantal megyében. Lakosainak száma 186 fő (2022. január 1.). Saint-Mary-le-Plain Bonnac, Ferrières-Saint-Mary, Rézentières, Saint-Poncy és Vieillespesse községekkel határos.

## Népesség
A település népessége az elmúlt években az alábbi módon változott:
| Lakosok száma | 284  | 206  | 172  | 157  | 154  | 159  | 159  | 174  | 182  | 186  |
|               | 1968 | 1982 | 1990 | 2006 | 2013 | 2015 | 2017 | 2019 | 2020 | 2022 |